# Třebějice
Třebějice (en allemand : Trebejitz) est une commune du district de Tábor, dans la région de Bohême-du-Sud, en Tchéquie. Sa population s'élevait à 67 habitants en 2020.

## Géographie
Třebějice se trouve à 8 km à l'est-sud-est de Soběslav, à 22 km au sud-est de Tábor, à 39 km au nord-est de České Budějovice et à 97 km au sud-sud-est de Prague.
La commune est limitée par Mezná au nord, par Dírná au nord et à l'est, par Višňová au sud-est, par Dírná au sud, et par Přehořov à l'ouest.

## Histoire
La première mention écrite du village date de 1545.